# Felipe (ur. 1989)
Felipe, właśc. Felipe Augusto de Almeida Monteiro (ur. 16 maja 1989 w Mogi das Cruzes) – brazylijski piłkarz, występujący na pozycji obrońcy w angielskim klubie Nottingham Forest. Wychowanek União Mogi, w swojej karierze grał także w takich zespołach jak Bragantino, Coimbra-MG oraz Corinthians Paulista.

## Sukcesy

### Corinthians
- Mistrzostwo Brazylii: 2015
- Mistrzostwo stanu São Paulo: 2013
- Copa Libertadores: 2012
- Recopa Sudamericana: 2013
- Klubowe mistrzostwo świata: 2012

### FC Porto
- Mistrzostwo Portugalii: 2017/18
- Superpuchar Portugalii: 2018

### Indywidualne
- Drużyna roku Campeonato Paulista: 2016
- Drużyna roku Primeira Liga: 2018